# Gelos
Gelos település Franciaországban, Pyrénées-Atlantiques megyében. Lakosainak száma 3595 fő (2022. január 1.). Gelos Bosdarros, Gan, Jurançon, Mazères-Lezons, Pau, Rontignon, Uzos és Bizanos községekkel határos.

## Népesség
A település népességének változása:
| Lakosok száma | 3566 | 3525 | 3679 | 3543 | 3598 | 3652 | 3639 | 3609 | 3595 |
|               | 2013 | 2015 | 2016 | 2017 | 2018 | 2019 | 2020 | 2021 | 2022 |